# Station Prato alla Drava Winnebach
Station Prato alla Drava Winnebach was een spoorwegstation aan de Drautalspoorlijn tegen de grens van het Italiaanse Zuid-Tirol met het Oostenrijkse Oost-Tirol bij het dorp Winnebach in de gemeente Innichen (San Candido). Hoewel het station in Italië ligt, rijden de treinen hier tot de spanningssluis bij het station San Candido-Innichen op Oostenrijkse 15kv wisselstroom.
De stationsnaam is volgens de regels van Trenitalia in het Italiaans, gevolgd door het Duits als lokale taal. Het station is sedert 2018 buiten gebruik.